# 金玉衡
金 玉衡（キム・オッキョン、朝鮮語: 김옥형、1923年12月4日 - 2009年1月3日）は、大韓民国の実業家、政治家、教育者。第5代韓国国会議員、初代総務処次官、第3代漢城大学（現・漢城大学校）学長を歴任した。
本貫は羅州金氏。号は白檀（ペクタン、백단）、キリスト教徒。金 玉䚘（読み、ハングル同）という表記も見られる。

## 経歴
日本統治時代の全羅南道務安郡出身。ソウル大学校工科大学機械工学科卒。木浦大陸ゴム工業株式会社監査役を務めた後、1963年12月19日から1965年12月14日までに初代総務処次官、1979年2月21日より1982年2月までに第3代漢城大学学長を務めた。また、1960年の第5代総選挙で民主党から出馬し、国会議員を1期務めたほか、民主党務安甲区党委員長も務めた。
2009年1月3日午前、老衰により死去、享年86。